# Hellenbach (Dinkelsbühl)
Hellenbach ist ein Gemeindeteil der Großen Kreisstadt Dinkelsbühl im Landkreis Ansbach (Mittelfranken, Bayern). Die Gemarkung Hellenbach hat eine Fläche von 4,458 km². Sie ist in 414 Flurstücke aufgeteilt, die eine durchschnittliche Fläche von 10.769,16 m² haben. In ihr liegen neben dem namensgebenden Ort die Gemeindeteile Froschmühle, Gersbronn, Kemmleinsmühle, Lohe und Pfaffenhof.

## Geographie
Das Dorf liegt am Hellenbach, einem linken Zufluss der Wörnitz, und am Mühlgraben, der im Ort als rechter Zufluss in den Hellenbach mündet. Im Nordwesten grenzt das Sägholz an. Ansonsten ist der Ort von Acker- und Grünland umgeben. 0,75 km weiter östlich befindet sich der Lichtenschlag. Gemeindeverbindungsstraßen führen nach Lohe (0,5 km südöstlich), nach Dickersbronn (1 km nördlich), nach Neuses (2,3 km nordöstlich), über Pfaffenhof zur Bundesstraße 25 (0,7 km westlich) und direkt zur B 25 (0,9 km südwestlich).

## Geschichte
Die Fraisch über Hellenbach war umstritten. Sie wurde vom ansbachischen Oberamt Feuchtwangen, vom oettingen-spielbergischen Oberamt Dürrwangen und von der Reichsstadt Dinkelsbühl beansprucht. Hellenbach bildete mit Kemmleinsmühle, Lohe und Pfaffenhof eine Realgemeinde. Die Dorf- und Gemeindeherrschaft war strittig zwischen dem Kastenamt Feuchtwangen und der Reichsstadt Dinkelsbühl.
Im Jahr 1732 bestand der Ort aus 13 Anwesen. Grundherren waren das Stiftsverwalteramt Feuchtwangen (1 Tafernwirtschaft) und die Reichsstadt Dinkelsbühl (4 Höfe, 1 Halbhof, 7 Gütlein).
Gegen Ende des 18. Jahrhunderts gab es 15 Anwesen und 1 Gemeindehirtenhaus. Grundherren waren das Stiftsverwalteramt Feuchtwangen (1 Tafernwirtschaft, 1 Gütlein) und das Spital der Reichsstadt Dinkelsbühl (3 ganze Hofgüter, 2 halbe Hofgüter, 3 Güter, 5 Gütlein). Von 1797 bis 1808 unterstand der Ort dem Justiz- und Kammeramt Feuchtwangen.
1806 kam Hellenbach an das Königreich Bayern. Infolge des Gemeindeedikts wurde Hellenbach 1809 dem Steuerdistrikt Schopfloch und der Ruralgemeinde Lehengütingen zugeordnet. Mit dem Zweiten Gemeindeedikt (1818) entstand die Ruralgemeinde Hellenbach. Zu dieser gehörten Froschmühle, Gersbronn, Kemmleinsmühle, Lohe und Pfaffenhof. Sie war in Verwaltung und Gerichtsbarkeit dem Landgericht Dinkelsbühl zugeordnet und in der Finanzverwaltung dem Rentamt Dinkelsbühl (1919 in Finanzamt Dinkelsbühl umbenannt, seit 1973 Finanzamt Ansbach). Die Verwaltung übernahm 1862 das neu geschaffene Bezirksamt Dinkelsbühl (1939 in Landkreis Dinkelsbühl umbenannt). Die Gerichtsbarkeit lag beim im gleichen Jahr gebildeten Stadt- und Landgericht Dinkelsbühl (1879 in das Amtsgericht Dinkelsbühl umgewandelt, seit 1973 eine Zweigstelle des Amtsgerichtes Ansbach). Die Gemeinde hatte 1964 eine Gebietsfläche von 4,461 km². Im Zuge der Gebietsreform in Bayern wurde diese am 1. Juli 1971 nach Dinkelsbühl eingemeindet. Mit der Auflösung des Landkreises Dinkelsbühl im Jahr 1972 kam Hellenbach an den Landkreis Ansbach.

## Einwohnerentwicklung
Gemeinde Hellenbach
| Jahr      | 1818   | 1840   | 1852   | 1855   | 1861   | 1867   | 1871   | 1875   | 1880   | 1885   | 1890   | 1895   | 1900   | 1905   | 1910   | 1919   | 1925   | 1933   | 1939   | 1946   | 1950   | 1952   | 1961   | 1970   |
| Einwohner | 194    | 197    | 216    | 213    | 224    | 224    | 211    | 201    | 200    | 196    | 198    | 212    | 206    | 205    | 199    | 197    | 204    | 200    | 181    | 257    | 250    | 239    | 189    | 152    |
| Häuser    | 35     | 37     |        |        |        |        | 36     |        |        | 36     | 37     |        | 35     |        |        |        | 33     |        |        |        | 34     |        | 37     |        |
| Quelle    | [ 17 ] | [ 18 ] | [ 19 ] | [ 19 ] | [ 20 ] | [ 21 ] | [ 22 ] | [ 23 ] | [ 24 ] | [ 25 ] | [ 26 ] | [ 19 ] | [ 27 ] | [ 19 ] | [ 28 ] | [ 19 ] | [ 29 ] | [ 19 ] | [ 19 ] | [ 19 ] | [ 30 ] | [ 19 ] | [ 13 ] | [ 31 ] |

Ort Hellenbach
| Jahr      | 001818 | 001840 | 001861 | 001871 | 001885 | 001900 | 001925 | 001950 | 001961 | 001970 | 001987 | 002015 |
| Einwohner | 100    | 116    | 122    | 117    | 107    | 104    | 112    | 120    | 101    | 76     | 74     | 67     |
| Häuser    | 20     | 21     |        |        | 20     | 20     | 19     | 19     | 19     |        | 20     |        |
| Quelle    | [ 17 ] | [ 18 ] | [ 20 ] | [ 22 ] | [ 25 ] | [ 27 ] | [ 29 ] | [ 30 ] | [ 13 ] | [ 31 ] | [ 32 ] | [ 1 ]  |

## Religion
Der Ort ist seit der Reformation evangelisch-lutherisch geprägt und bis heute nach St. Wendelin (Lehengütingen) gepfarrt. Die Katholiken sind nach St. Georg (Dinkelsbühl) gepfarrt.